# Apolysis fumalis
Apolysis fumalis är en tvåvingeart som beskrevs av Hesse 1938. Apolysis fumalis ingår i släktet Apolysis och familjen svävflugor. Inga underarter finns listade i Catalogue of Life.